# SKA-VMF
SKA-VMF (russisk: СКА-ВМФ) er en professionel russisk ishockeyklub fra Sankt Petersborg, som har hjemmebane i Sportskompleks Hockeyby. Klubben blev stiftet i 2008, og har siden da fungeret for farmerklub for KHL-holdet SKA Sankt Petersborg. Holdet har siden dens etablering spillet i den næstbedste russiske ishockeyrække, der siden 2010 har været afviklet under navnet VHL. 

## Historie
Klubben blev etableret i 2008 under navnet HK VMF (russisk: Хоккейный клуб Военно-Морской Флот), hvor forkortelsen VMF står for Vojenno-Morskoj Flot (dansk: Militær Havkrigsflåde). Den blev fra starten optaget i Højeste Liga, der på det tidspunkt var Ruslands næstbedste ishockeyliga, kun overgået af KHL. I sin debutsæson endte klubben på 10.-pladsen i vest-zonen og gik dermed glip af deltagelse i slutspillet. Året efter endte klubben på 7.-pladsen i vest-zonen og kvalificerede sig dermed for første gang til slutspillet, hvor det dog tabte i sekstendedelsfinalen.
I 2010 blev Højeste Liga relanceret som VHL, og HK VMF var et af de 20 hold, der blev udvalgt til VHL's første sæson. Det skulle blive klubbens indtil da bedste sæson med en grundspilsplacering som nr. 4 i vest-konferencen og en kvartfinaleplads i slutspillet. Den følgende sæson måtte VMF forlade slutspillet allerede i ottendedelsfinalen mod Lokomotiv Jaroslavl, der ekstraordinært deltog i VHL, efter at holdet i starten af sæsonen var blevet tvunget til at trække sig fra KHL efter flystyrtet i Jaroslavl, der kostede det meste af holdet livet.
I 2013 blev klubben flyttet ca. 300 km mod nordøst fra Sankt Petersborg til Kondopoga i Republikken Karelija og skiftede i samme ombæring navn til VMF-Karelija. Klubben fik to succesfattige sæsoner i Kondopoga, idet holdet i begge sæsoner var blandt ligaens dårligste og missede slutspillet to år i træk.
Efter to sæsoner i Kondopoga blev klubben flyttet tilbage til Sankt Petersborg, hvor den fik hjemmebane i Sportskompleks Hockeyby, og hvor den spillede videre i VHL under navnet SKA-Neva, opkaldt efter moderklubben SKA Sankt Petersborg og floden Neva. Klubben etablerede sig herefter som en af ligaens bedste hold og kvalificerede sig til slutspillet i de følgende fem sæsoner i træk. I sæsonen 2017-18 opnåede klubben sin bedste slutspilsplacering, da den for første gang spillede sig frem til finalenserien, hvor den tabte til lokalrivalerne fra Dinamo Sankt Petersborg med 2-4 i kampe. Den efterfølgende sæson vandt SKA-Neva grundspillet for første gang men måtte tage til takke med en semifinaleplads i slutspillet. I 2022 opnåede holdet endnu en slutspilssemifinale.
I 2025 skiftede SKA-Neva navn til SKA-VMF. Det nye navn skulle både afspejle klubbens militærsporttradion og dens forbindelse til SKA-systemet med vægt på byens forbindelse til flåden (VMF).

## Titler og medaljer

### Nationale turneringer
VHL (niveau 2)
- Sølv (1): 2017-18.
- Semifinalist (1): 2021-22.

## Sæsoner

### Rusland(2008-10)
Klubben debuterede i 2008 i den næstbedste række i det russiske ligasystem, Højeste Liga.
| Rusland | Rusland | Rusland                 | Rusland | Rusland | Rusland | Rusland | Rusland | Rusland | Rusland  | Rusland | Rusland                                                   | Rusland | Rusland |
| Sæson   | Niveau  | Division                | Plac.   | K       | V       | Vo      | To      | T       | Målscore | Point   | Slutspil                                                  | Ref.    |         |
| ------- | ------- | ----------------------- | ------- | ------- | ------- | ------- | ------- | ------- | -------- | ------- | --------------------------------------------------------- | ------- | ------- |
| 2008-09 | 2       | Højeste Liga, Zone Vest | 10/12   | 66      | 19      | 4       | 5       | 38      | 171-229  | 70      | Ikke kvalificeret                                         |         |         |
| 2009-10 | 2       | Højeste Liga, Zone Vest | 7/10    | 54      | 20      | 6       | 5       | 23      | 161-141  | 77      | Sekstendedelsfinalist (Ariada-Akpars Volzjsk 0-3 i kampe) |         |         |

### VHL(2010-)
I 2018 blev HK Tambov optaget i den næstbedste russiske liga, VHL. 
| VHL     | VHL        | VHL       | VHL       | VHL       | VHL       | VHL       | VHL       | VHL       | VHL       | VHL                                                       | VHL  |
| Sæson   | Grundspil  | Grundspil | Grundspil | Grundspil | Grundspil | Grundspil | Grundspil | Grundspil | Grundspil | Slutspil                                                  | Ref. |
| Sæson   | Division   | Plac.     | K         | V         | Vo        | To        | T         | Målscore  | Point     | Slutspil                                                  | Ref. |
| ------- | ---------- | --------- | --------- | --------- | --------- | --------- | --------- | --------- | --------- | --------------------------------------------------------- | ---- |
| 2010-11 | Vest-konf. | 4/10      | 56        | 22        | 4         | 7         | 23        | 142-148   | 81        | Konferencesemifinalist (Dizel Penza 0-3 i kampe)          |      |
| 2011-12 | Division A | 2/5       | 53        | 20        | 6         | 6         | 21        | 142-134   | 78        | Konferencekvartfinalist (Lokomotiv Jaroslavl 2-3 i kampe) |      |
| 2012-13 | -          | 18/27     | 52        | 18        | 5         | 8         | 21        | 142-154   | 72        | Ikke kvalificeret                                         |      |
| 2013-14 | -          | 25/26     | 50        | 12        | 5         | 4         | 29        | 103-125   | 50        | Ikke kvalificeret                                         |      |
| 2014-15 | -          | 21/24     | 52        | 17        | 5         | 6         | 24        | 109-121   | 67        | Ikke kvalificeret                                         |      |
| 2015-16 | -          | 7/26      | 49        | 24        | 4         | 7         | 14        | 123-194   | 87        | Ottendedelsfinalist (Izjstal Izjevsk 1-4 i kampe)         |      |
| 2016-17 | -          | 2/26      | 50        | 30        | 8         | 1         | 11        | 153-190   | 107       | Kvartfinalist (Rubin Tjumen 3-4 i kampe)                  |      |
| 2017-18 | -          | 2/27      | 52        | 36        | 3         | 2         | 11        | 162-181   | 116       | Finalist (Dinamo Sankt Petersborg 2-4 i kampe)            |      |
| 2018-19 | -          | 1/29      | 56        | 37        | 7         | 2         | 10        | 181-193   | 90        | Semifinalist (Saryarka Karaganda 0-4 i kampe)             |      |
| 2019-20 | Division A | 3/9       | 54        | 29        | 12        | 4         | 9         | 175-123   | 86        | Kvartfinalist                                             |      |
| 2020-21 | -          | 17/26     | 50        | 16        | 7         | 9         | 18        | 111-116   | 55        | Ikke kvalificeret                                         |      |
| 2021-22 | -          | 2/27      | 52        | 34        | 5         | 5         | 8         | 212-117   | 83        | Semifinalist (Jugra Khanty-Mansijsk 2-4 i kampe)          |      |
| 2022-23 | -          | 15/26     | 50        | 20        | 6         | 6         | 18        | 154-145   | 58        | Ottendedelsfinalist (Metallurg Novokuznetsk 2-4 i kampe)  |      |
| 2023-24 | -          | 7/29      | 56        | 26        | 9         | 4         | 17        | 172-128   | 74        | Kvartfinalist (AKM Tula 0-4 i kampe)                      |      |
| 2024-25 | -          | 14/33     | 64        | 27        | 8         | 6         | 23        | 187-162   | 76        | Kvartfinalist (Khimik Voskresensk 1-4 i kampe)            |      |

## Trænere
Tekst mangler, hjælp os med at skrive teksten